# Дженаццано
Дженаццано (итал. Genazzano) — коммуна в Италии, располагается в области Лацио, подчиняется административному центру Рим.
Население составляет 5537 человек (на 2004 г.), плотность населения составляет 166 чел./км². Занимает площадь 32 км². Почтовый индекс — 030. Телефонный код — 06.
Покровителями коммуны почитаются Пресвятая Богородица, празднование 25 апреля, и святитель Николай Мирликийский, празднование 6 декабря.

## Известные уроженцы
- Ваннутелли, Шипионе (1834—1894) — итальянский живописец и гравёр.